# Angélica (telenovela venezolana)
Angélica es una telenovela venezolana producida y transmitida por la cadena RCTV en 1976. Fue escrita por Manuel Muñoz Rico, dirigida por Ulises Brenes y protagonizada por Mayra Alejandra y José Luis Rodríguez.
Está basada en las radionovelas Los que no deben nacer de Félix B. Caignet y Lágrimas de amor de Olga Ruilópez (no acreditados).

## Sinopsis
Inconfesables secretos han marcado la historia de dos familias: los Santana y los Linares. Daniel, el futuro heredero de los Santana, es en realidad hijo de una sirvienta. Este es el secreto de Marcos Santana, quien años atrás había cambiado a su hijo deforme, por el de una pobre mujer. También el Coronel Ignacio Linares tiene un secreto: Angélica, una bella y dulce joven, no es simplemente una recogida, sino su verdadera hija.
Angélica y Daniel se conocen y se enamoran, pero la bella y manipuladora Reina, supuesta hija del Coronel Linares, a base de mentiras e intrigas, logra que Daniel se case con ella, mientras que Angélica, llevada por la desesperación, se casa con otro hombre, Norberto, a pesar de estar embarazada de Daniel.
Años más tarde, Angélica y Daniel tienen la oportunidad de estar mucho tiempo juntos, pues ella es la secretaria de él, que  ahora es un prestigioso médico, pero pronto descubren para su gran consternación que sus respectivos hijos adolescentes, Danielito, que es en realidad hijo de ambos, y Rosita, hija no biológica de él y Reina, se han enamorado entre sí. Los obstáculos entre estas dos parejas, que se quieren cada vez más, parecen insuperables, pero el destino hace que llegue el momento en que todos los secretos serán desentrañados y el amor triunfará.

## Producción
Angélica, que fue transmitida por RCTV a partir del 8 de marzo de 1976, representó el debut de Grecia Colmenares en la televisión y de Mayra Alejandra como protagonista. Ambas tendrían una larga trayectoria como protagonistas de telenovelas.
El tema musical es «Angelica (Amor grande, Amor Libre)», compuesto por Il Guardiano del Faro e interpretado por José Luis Rodríguez, y la actuación especial de Mayra Alejandra.

## Reparto
- Mayra Alejandra como Angélica Rincón
- José Luis Rodríguez como Daniel Santana
- Pierina España como Reina
- Jean Carlo Simancas como Horacio
- Zoe Ducós como Sara
- Enrique Benshimol como Coronel Ignacio Linares
- Lila Morillo como Celeste
- Rolando Barral como Marcos Armando Santana
- Cecilia Villarreal como Gloria
- Julio Alcázar como Norberto Sánchez
- Alexis Escámez como Darío
- Edmundo Valdemar
- Lolita Alvarez
- Marisela Berti como Manón
- Hugo Pimentel
- Amalia Pérez Díaz
- Grecia Colmenares como  Angélica (niña) / Ángela Rosa «Rosita» Santana
- Augusto Romero como Danielito
- María Eugenia Domínguez como Tamara
- Violeta González
- Alejandro Mata
- Hilda Carrero como Falina
- Chiclayano
- Argenis Chirivella
- Martha Olivo como Alegría
- Fernando Ortega como Rubén Aguirre
- Verónica Doza
- Blanquita Faillace
- Nury Flores
- Tania Sarabia
- Elisa Stella
- Tony Rodríguez
- Fernando Arriagada
- María Antonieta Gómez
- Susana Henríquez
- Yalitza Hernández
- Rafael García Flores como Inspector